# طاقة نووية في الفضاء
الطاقة النووية في الفضاء هي استخدام الطاقة النووية الكامنة في الفضاء الخارجي، وتكون عادةً إما أنظمة انشطار صغيرة أو انحلال إشعاعي للكهرباء أو الحرارة. وهناك استخدام آخر لها في الملاحظة العلمية، كما في مقياس طيف موسباور (Mössbauer spectrometer). وتُعد بطارية النظائر المشعة أحد الأنواع الشائعة، والتي استُخدمت في العديد من المسابير الفضائية وفي البعثات القمرية المأهولة، وهناك نوعٌ آخر وهو مفاعلات الانشطار الصغيرة للأقمار الصناعية لرصد الأرض مثل مفاعل توباز النووي (TOPAZ nuclear reactor). وتوفر وحدة التسخين من النظائر المشعة الحرارة، وذلك من خلال الانحلال الإشعاعي للمواد، وقد تنتج طاقة حرارية لعقودٍ من الزمان.
وقد أرسلت روسيا ما يقرب من 40 مفاعلاً في الفضاء ويمكن لمفاعلها توباز-2 (TOPAZ-II) إنتاج 10 كيلووات. وتستخدم عائلة مفاعل روماشكا (Romashka reactor) اليورانيوم وتوجه التحويل الكهربي الحراري للكهرباء، بدلاً من استخدام السائل الساخن لدفع التوربينة. وقد اختبرت الولايات المتحدة مفاعلاً نوويًا في الفضاء لمدة 43 يومًا في عام 1965. وعلى الرغم من عدم اختباره بعد في الفضاء، فإن تجربة توضيح الانشطار باستخدام حاملة طائرات (DUFF) التي أجريت في 13 سبتمبر 2012 كانت الاختبار الأول لنظام طاقة المفاعل النووي بالنسبة للفضاء منذ ذلك الحين.
تتضمن أمثلة الطاقة النووية لأنظمة دسر الفضاء الصاروخ الكهربائي النووي (الدسر الكهربائي النووي) وصاروخ النظائر المشعة والدسر الكهربائي للنظائر المشعة (REP). ويُعد الصاروخ الحراري النووي واحدًا من الكثيرين الذين تم اكتشافها، وقد تم اختباره في برنامج المحرك النووي لتطبيق المركبة الصاروخية (NERVA).

## الفوائد
بينما تعتبر الطاقة الشمسية أكثر شيوعًا في الاستخدام، يمكن أن تقدم الطاقة النووية مميزات في بعض المجالات. يمكن أن تستخدم الخلايا الشمسية فقط في تزويد المركبات الفضائية، الموجودة بالمدارات حيث التدفق الشمسي المرتفع، بالطاقة على نحو فعال، مثل المدار الأرضي المنخفض والوجهات بين الكوكبية القريبة بما يكفي من الشمس. وبخلاف الخلايا الشمسية، يمكن أن تعمل أنظمة الطاقة النووية بشكل مستقل عن ضوء الشمس، وهو أمر ضروري بالنسبة لرحلات استكشاف الفضاء العميق. يمكن أن تكون كتلة الأنظمة النووية أقل من الخلايا الشمسية المكافئة لها في الطاقة المُولَّدة، ما يسمح ببناء مركبات فضائية أصغر يسهل تغيير وضعيتها وتوجيهها في الفضاء. وفي حالة الرحلات الفضائية المأهولة، يمكن أن تقلل بعض تصورات الطاقة النووية، التي تستخدم في توليد الطاقة لأنظمة دعم الحياة وأنظمة الدفع، من تكلفة ووقت الرحلة.
تتضمن التطبيقات والتقنيات المختارة للفضاء:
- بطارية النظائر المشعة
- مولد الكهرباء الانضغاطية للنظائر المشعة
- وحدة التسخين بالنظائر المشعة
- صاروخ النظائر المشعة
- الصاروخ النووي الحراري
- دفع النبضة النووية
- الصاروخ النووي الكهربائي

## الأنواع

### أنظمة النظائر المشعة
على مدار أكثر من خمسين عامًا، استُخدمت بطاريات النظائر المشعة (RTG) باعتبارها المصدر النووي الرئيسي للطاقة في الفضاء بالولايات المتحدة. تقدم هذه البطاريات العديد من المميزات؛ فهي آمنة نسبيًا، ولا تحتاج إلى صيانة، وتتحمل الظروف القاسية، ويمكن أن تعمل على مدار عقود من الزمن. يُفضل استخدام هذه البطاريات تحديدًا في الأجزاء البعيدة من الفضاء، والتي تصبح فيها الطاقة الشمسية غير عملية. استُخدمت العشرات من هذه البطاريات في 25 مركبةً فضائيةً مختلفةً بالولايات المتحدة، ويعمل بعضها على مدار أكثر من 20 عامًا. استُخدمت أكثر من 40 بطاريةً للنظائر المشعة عالميًا (بالولايات المتحدة والاتحاد السوفيتي بشكل رئيسي) في البعثات الفضائية.
ينتج مولد ستيرلنغ المتقدم للنظائر المشعة (ASRG)، وهو طراز من مولد ستيرلنغ للنظائر المشعة (SRG)، طاقةً كهربائيةً تعادل أربع مرات الطاقة التي تنتجها بطارية النظائر المشعة الواحدة لكل وحدة من الوقود النووي، ولكن من غير المتوقع أن تكون الوحدات القائمة على تقنية ستيرلنغ جاهزةً للطيران إلى الفضاء قبل عام 2028.
تضم مولدات الطاقة بالنظائر المشعة ما يلي:
- أنظمة الطاقة النووية المساعدة (SNAP-19, SNAP-27)
- مولدات النظائر المشعة بقدرة عدة مئات من الواط (MHW-RTG)
- مولدات النظائر المشعة ذات مصدر حراري للأغراض العامة (GPHS-RTG)
- مولدات النظائر المشعة متعددة المهام (MMRTG)
- مولدات ستيرلنغ المتقدمة للنظائر المشعة (ASRG)

تستخدم وحدات التسخين بالنظائر المشعة (RHU) أيضًا في المركبات الفضائية لتدفئة الأجهزة العلمية حتى تصل إلى درجة الحرارة المناسبة لتعمل بكفاءة.
اقتُرح استخدام النظائر المشعة بطيئة التحلل على متن المسابير بين النجمية التي تصل فترة عملها إلى عدة عقود.
وبدءًا عام 2011، كان الاتجاه الآخر للتطوير قائمًا على مولدات النظائر المشعة بمساعدة التفاعلات النووية دون الحرجة.

## المرئيات
|  |  |  |